# 高田恭子
高田 恭子（たかだ きょうこ、1948年10月24日 - ）は、日本の歌手。京都市中京区出身。

## 来歴
同志社女子高等学校在学中は水泳部のキャプテンとして活動し卒業。京都のアマチュア・フォークシーンで活躍した後、1967年、「大塚孝彦と彼のグループ」を経て、マイク真木が結成したGSバンド、ザ・マイクスに二代目女性ヴォーカリストとして加入、シングルを一枚残す。
その後カンツォーネに興味を持ち、独学で練習。1968年、報知新聞社主催「第一回カンツォーネコンクール」で優勝。
1969年3月、「みんな夢の中」（作詞・作曲：浜口庫之助）でソロデビュー。同年「第11回日本レコード大賞」新人賞を受賞し、「第20回NHK紅白歌合戦」に初出場。
1980年に引退、結婚。
1997年、17年ぶりに「NHK思い出のメロディー」に出演した。
現在はホテルでのショーや、昭和歌謡のコンサートなどに出演。2008年7月4日、テレビ東京の『第39回夏祭りにっぽんの歌』に生出演。同年8月30日放映の『第40回NHK思い出のメロディー』にも出演した。

## ディスコグラフィ

### シングル
- 全てキングレコードからリリース。

| #  | 発売日          | A/B面 | タイトル               | 作詞         | 作曲              | 編曲         | 規格品番 |
| -- | --------------- | ----- | ---------------------- | ------------ | ----------------- | ------------ | -------- |
| 1  | 1969年 3月1日   | A面   | みんな夢の中           | 浜口庫之助   | 浜口庫之助        | 小谷充       | BS-970   |
| 1  | 1969年 3月1日   | B面   | 耳のうしろで           | 浜口庫之助   | 浜口庫之助        | 小谷充       | BS-970   |
| 2  | 1969年 8月1日   | A面   | ゴンドラまかせ         | 浜口庫之助   | 浜口庫之助        | 小谷充       | BS-1040  |
| 2  | 1969年 8月1日   | B面   | 恋の灯り               | 浜口庫之助   | 浜口庫之助        | 小谷充       | BS-1040  |
| 3  | 1969年 11月20日 | A面   | 夜もバラのように       | 浜口庫之助   | 浜口庫之助        | 小谷充       | BS-1112  |
| 3  | 1969年 11月20日 | B面   | 気になる人             | 浜口庫之助   | 浜口庫之助        | 小谷充       | BS-1112  |
| 4  | 1970年 3月20日  | A面   | 河を野菊が             | 橋本淳       | 筒美京平          | 筒美京平     | BS-1187  |
| 4  | 1970年 3月20日  | B面   | 私の愛は               | 橋本淳       | 筒美京平          | 筒美京平     | BS-1187  |
| 5  | 1970年 7月1日   | A面   | 女はかわる             | 橋本淳       | 筒美京平          | 筒美京平     | BS-1237  |
| 5  | 1970年 7月1日   | B面   | あたりまえのことだけど | 橋本淳       | 筒美京平          | 筒美京平     | BS-1237  |
| 6  | 1970年 10月20日 | A面   | 今日の雨               | 有馬三恵子   | 中村泰士          | 高田弘       | BS-1272  |
| 6  | 1970年 10月20日 | B面   | 夜はブルース           | 有馬三恵子   | 中村泰士          | 高田弘       | BS-1272  |
| 7  | 1971年 4月1日   | A面   | 雨の夜京都に帰る       | どいあきら   | 中村泰士          | 森岡賢一郎   | BS-1350  |
| 7  | 1971年 4月1日   | B面   | 哀しい花びら           | どいあきら   | 中村泰士          | 森岡賢一郎   | BS-1350  |
| 8  | 1971年 8月20日  | A面   | 愛はまぼろしか         | 有馬三恵子   | 彩木雅夫          | 馬飼野俊一   | BS-1416  |
| 8  | 1971年 8月20日  | B面   | 恋の木馬               | 有馬三恵子   | 彩木雅夫          | 高田弘       | BS-1416  |
| 9  | 1972年 1月25日  | A面   | ラブ                   | 橋本淳       | 筒美京平          | 筒美京平     | BS-1482  |
| 9  | 1972年 1月25日  | B面   | 貴方の暗い情熱         | 橋本淳       | 筒美京平          | 筒美京平     | BS-1482  |
| 10 | 1972年 6月5日   | A面   | 夜のひき潮             | 山上路夫     | 平尾昌晃          | 高田弘       | BS-1553  |
| 10 | 1972年 6月5日   | B面   | くちづけからもう一度   | 尾中美千絵   | 平尾昌晃          | 高田弘       | BS-1553  |
| 11 | 1972年 11月10日 | A面   | 恋ばなし               | 千家和也     | 小林亜星          | 高田弘       | BS-1609  |
| 11 | 1972年 11月10日 | B面   | 私に何が出来るでしょう | 千家和也     | 小林亜星          | 高田弘       | BS-1609  |
| 12 | 1973年 4月25日  | A面   | さよならの向こうに     | 小谷夏       | 森田公一          | 高田弘       | BS-1657  |
| 12 | 1973年 4月25日  | B面   | 恋の十三月             | 笠井継程     | 桜田誠一          | 桜田誠一     | BS-1657  |
| 13 | 1974年 2月10日  | A面   | あじさいいろの日々     | 万里村ゆき子 | 万里村ゆき子      | P.Mauriat    | BS-1799  |
| 13 | 1974年 2月10日  | B面   | そよ風にのって         | 西川ひとみ   | A.Borly P.Mauriat | 青木望       | BS-1799  |
| 14 | 1975年 2月25日  | A面   | すてました             | 石原信一     | 中村泰士          | あかのたちお | BS-1887  |
| 14 | 1975年 2月25日  | B面   | 二度目の恋             | 石原信一     | 中村泰士          | あかのたちお | BS-1887  |
| 15 | 1976年 月 日    | A面   | 女の気持               | 中山大三郎   | 中山大三郎        | 竜崎孝路     | BS-1992  |
| 15 | 1976年 月 日    | B面   | とりのこされて         | 喜多条忠     | 川口真            | 竜崎孝路     | BS-1992  |
| 16 | 1977年 1月21日  | A面   | 白い献身               | 石坂まさを   | 杉本真人          | 高田弘       | GK-74    |
| 16 | 1977年 1月21日  | B面   | あなたの世界           | 石坂まさを   | 杉本真人          | 高田弘       | GK-74    |
| 17 | 1977年 5月21日  | A面   | 驟雨                   | 有馬三恵子   | 平尾昌晃          | 竜崎孝路     | GK-102   |
| 17 | 1977年 5月21日  | B面   | 沙羅の花               | 有馬三恵子   | 平尾昌晃          | 竜崎孝路     | GK-102   |
| 18 | 1977年 11月21日 | A面   | 平戸の詩               | 森文明       | 森文明            | 若松正司     | GK-148   |
| 18 | 1977年 11月21日 | B面   | 君待草は咲いても       | 木下龍太郎   | 桜庭伸幸          | 若松正司     | GK-148   |
| 19 | 1979年 9月21日  | A面   | 今日の雨               | 有馬三恵子   | 中村泰士          | 高田弘       | GK-347   |
| 19 | 1979年 9月21日  | B面   | 夜明けのララバイ       | 山川啓介     | 桜庭伸幸          | 桜庭伸幸     | GK-347   |

### コンパクト盤
- 高田恭子の小唄集 （キング 17A-14 非売品） 1971年

### アルバム
- 高田恭子デラックス - 夜もバラのように（キング SKD-33） 1970年
CD化：1994年6月22日（キング KICS-8047）
- 高田恭子ダブルデラックス （キング SKW-27〜28） 1970年
- 高田恭子オン・ステージ （キング SKD-103） 1971年

### オムニバス
- 関西フォークの歴史 1966-1974 [1] （URC URL-1039/40） 1974年12月　2曲収録「継子」「竹田の子守歌」。京都でのアマチュア時代の音源。後者は加藤和彦も参加していた「大塚孝彦と彼のグループ」の1967年の自主盤「ザ・ファースト&ラスト」収録曲。この歌の最初の録音[3]と言われている。
CD化：2003年10月15日（avex io IOC-141001/2）

## NHK紅白歌合戦出場歴
| 年度/放送回               | 回 | 曲目         | 出演順 | 対戦相手 |
| ------------------------- | -- | ------------ | ------ | -------- |
| 1969年（昭和44年）/第20回 | 初 | みんな夢の中 | 17/23  | 美川憲一 |

注意点
- 出演順は「出演順/出場者数」で表す。